# NGC 4731A
NGC 4731A is een onregelmatig sterrenstelsel in het sterrenbeeld Maagd. Het hemelobject werd op 25 april 1784 ontdekt door de Duits-Britse astronoom William Herschel.

## Synoniemen
- MCG -1-33-27
- PGC 43526